# Championnats des quatre continents de patinage artistique 2007
Navigation
Édition précédente Édition suivante
Les championnats des quatre continents 2007 ont lieu du 7 au 10 février 2007 à la World Arena de Colorado Springs aux États-Unis, pour la deuxième année consécutive.

## Qualifications
Les patineurs sont éligibles à l'épreuve s'ils représentent une nation non européenne membre de l'Union internationale de patinage (International Skating Union en anglais) et s'ils ont atteint l'âge de 15 ans avant le 1er juillet 2006 dans leur pays de naissance. La compétition correspondante pour les patineurs européens est le championnat d'Europe 2007. Les fédérations nationales sélectionnent leurs patineurs en fonction de leurs propres critères, mais l'Union internationale de patinage exige un score minimum d'éléments techniques (Technical Elements Score en anglais) lors d'une compétition internationale avant les championnats des Quatre Continents.
Chaque nation membre qualifiée peut avoir jusqu'à trois inscriptions par discipline, sans tenir compte des résultats de la saison précédente.

## Podiums
| Épreuves                            | Or                                     | Argent                          | Bronze                    |
| ----------------------------------- | -------------------------------------- | ------------------------------- | ------------------------- |
| Messieurs résultats détaillés       | Evan Lysacek                           | Jeffrey Buttle                  | Jeremy Abbott             |
| Dames résultats détaillés           | Kimmie Meissner                        | Emily Hughes                    | Joannie Rochette          |
| Couples résultats détaillés         | Shen Xue / Zhao Hongbo                 | Pang Qing / Tong Jian           | Rena Inoue / John Baldwin |
| Danse sur glace résultats détaillés | Marie-France Dubreuil / Patrice Lauzon | Tanith Belbin / Benjamin Agosto | Tessa Virtue / Scott Moir |

## Tableau des médailles
| Rang  | Nation     | Or | Argent | Bronze | Total |
| ----- | ---------- | -- | ------ | ------ | ----- |
| 1     | États-Unis | 2  | 2      | 2      | 6     |
| 2     | Canada     | 1  | 1      | 2      | 4     |
| 3     | Chine      | 1  | 1      | 0      | 2     |
| Total | Total      | 4  | 4      | 4      | 12    |

## Détails des compétitions

### Messieurs
| Rang | Nom                | Nation           | Points | Programme court | Programme court | Programme libre | Programme libre |
| ---- | ------------------ | ---------------- | ------ | --------------- | --------------- | --------------- | --------------- |
| 1    | Evan Lysacek       | États-Unis       | 226.27 | 4               | 67.04           | 1               | 159.23          |
| 2    | Jeffrey Buttle     | Canada           | 223.96 | 1               | 77.72           | 2               | 146.24          |
| 3    | Jeremy Abbott      | États-Unis       | 203.22 | 2               | 74.34           | 4               | 128.88          |
| 4    | Ryan Bradley       | États-Unis       | 196.29 | 3               | 68.83           | 5               | 127.46          |
| 5    | Christopher Mabee  | Canada           | 188.41 | 8               | 58.58           | 3               | 129.83          |
| 6    | Wu Jialiang        | Chine            | 184.69 | 6               | 63.52           | 7               | 121.17          |
| 7    | Noriyuki Kanzaki   | Japon            | 181.58 | 7               | 62.34           | 8               | 119.24          |
| 8    | Kensuke Nakaniwa   | Japon            | 177.03 | 9               | 55.34           | 6               | 121.69          |
| 9    | Emanuel Sandhu     | Canada           | 173.67 | 5               | 64.98           | 10              | 108.69          |
| 10   | Xu Ming            | Chine            | 167.71 | 10              | 55.00           | 9               | 112.71          |
| 11   | Yang Zhixue        | Chine            | 154.57 | 12              | 52.98           | 11              | 101.59          |
| 12   | Yasuharu Nanri     | Japon            | 153.11 | 11              | 54.16           | 12              | 98.95           |
| 13   | Sean Carlow        | Australie        | 127.08 | 13              | 42.69           | 13              | 84.39           |
| 14   | Joel Watson        | Nouvelle-Zélande | 112.04 | 14              | 40.56           | 14              | 71.48           |
| 15   | Tristan Thode      | Nouvelle-Zélande | 106.61 | 15              | 39.10           | 15              | 67.51           |
| 16   | Nicholas Fernandez | Australie        | 103.43 | 16              | 39.07           | 18              | 64.36           |
| 17   | Luis Hernández     | Mexique          | 101.35 | 19              | 34.76           | 16              | 66.59           |
| 18   | Mathieu Wilson     | Nouvelle-Zélande | 94.59  | 21              | 28.44           | 17              | 66.15           |
| 19   | Justin Pietersen   | Afrique du Sud   | 94.12  | 18              | 34.89           | 20              | 59.23           |
| 20   | Dean Timmins       | Australie        | 93.74  | 20              | 31.56           | 19              | 62.18           |
| 21   | Adrian Alvarado    | Mexique          | 91.26  | 17              | 35.44           | 21              | 55.82           |

### Dames
| Rang                                          | Nom                     | Nation         | Points | Programme court | Programme court | Programme libre | Programme libre |
| --------------------------------------------- | ----------------------- | -------------- | ------ | --------------- | --------------- | --------------- | --------------- |
| 1                                             | Kimmie Meissner         | États-Unis     | 172.15 | 6               | 52.49           | 1               | 120.26          |
| 2                                             | Emily Hughes            | États-Unis     | 166.60 | 2               | 55.34           | 2               | 111.26          |
| 3                                             | Joannie Rochette        | Canada         | 165.90 | 1               | 56.60           | 3               | 109.30          |
| 4                                             | Aki Sawada              | Japon          | 156.88 | 3               | 55.13           | 5               | 101.75          |
| 5                                             | Alissa Czisny           | États-Unis     | 154.03 | 4               | 54.64           | 6               | 99.39           |
| 6                                             | Yoshie Onda             | Japon          | 152.61 | 7               | 49.38           | 4               | 103.23          |
| 7                                             | Lesley Hawker           | Canada         | 138.23 | 16              | 41.06           | 7               | 97.17           |
| 8                                             | Xu Binshu               | Chine          | 133.09 | 10              | 46.82           | 8               | 86.27           |
| 9                                             | Liu Yan                 | Chine          | 126.69 | 5               | 53.34           | 15              | 73.35           |
| 10                                            | Fang Dan                | Chine          | 125.20 | 8               | 48.56           | 13              | 76.64           |
| 11                                            | Shin Yea-ji             | Corée du Sud   | 123.44 | 14              | 42.21           | 9               | 81.23           |
| 12                                            | Anastasia Gimazetdinova | Ouzbékistan    | 123.39 | 11              | 46.15           | 12              | 77.24           |
| 13                                            | Kim Na-young            | Corée du Sud   | 122.28 | 13              | 43.28           | 10              | 79.00           |
| 14                                            | Kim Chae-hwa            | Corée du Sud   | 121.11 | 9               | 46.96           | 14              | 74.15           |
| 15                                            | Cynthia Phaneuf         | Canada         | 120.01 | 15              | 42.14           | 11              | 77.87           |
| 16                                            | Joanne Carter           | Australie      | 108.40 | 18              | 38.35           | 16              | 70.05           |
| 17                                            | Ana Cecilia Cantu       | Mexique        | 100.64 | 17              | 39.19           | 20              | 61.45           |
| 18                                            | Emily Naphtal           | Mexique        | 96.26  | 21              | 31.66           | 17              | 64.60           |
| 19                                            | Jocelyn Ho              | Taipei chinois | 95.56  | 20              | 33.11           | 19              | 62.45           |
| 20                                            | Ami Parekh              | Inde           | 94.56  | 22              | 30.40           | 18              | 64.16           |
| 21                                            | Phoebe Di Tommaso       | Australie      | 92.92  | 19              | 34.05           | 22              | 58.87           |
| 22                                            | Michelle Cantu          | Mexique        | 90.63  | 23              | 29.66           | 21              | 60.97           |
| 23                                            | Abigail Pietersen       | Afrique du Sud | 74.30  | 24              | 25.21           | 23              | 49.09           |
| Abandon                                       | Fumie Suguri            | Japon          |        | 12              | 46.09           |                 |                 |
| Patineuses éliminées après le programme court |                         |                |        |                 |                 |                 |                 |
| 25                                            | Kristine Y. Lee         | Hong Kong      |        | 25              | 23.06           | NC              | NC              |
| 26                                            | Stephanie Gardner       | Brésil         |        | 26              | 18.69           | NC              | NC              |

### Couples
| Rang    | Nom                                     | Nation      | Points | Programme court | Programme court | Programme libre | Programme libre |
| ------- | --------------------------------------- | ----------- | ------ | --------------- | --------------- | --------------- | --------------- |
| 1       | Shen Xue / Zhao Hongbo                  | Chine       | 203.05 | 1               | 69.29           | 1               | 133.76          |
| 2       | Pang Qing / Tong Jian                   | Chine       | 185.33 | 2               | 65.80           | 2               | 119.53          |
| 3       | Rena Inoue / John Baldwin               | États-Unis  | 175.48 | 3               | 61.73           | 3               | 113.75          |
| 4       | Valérie Marcoux / Craig Buntin          | Canada      | 162.79 | 4               | 60.43           | 5               | 102.36          |
| 5       | Brooke Castile / Benjamin Okolski       | États-Unis  | 160.04 | 7               | 55.12           | 4               | 104.92          |
| 6       | Naomi Nari Nam / Themistocles Leftheris | États-Unis  | 153.39 | 6               | 56.08           | 6               | 97.31           |
| 7       | Anabelle Langlois / Cody Hay            | Canada      | 152.26 | 5               | 56.15           | 7               | 96.11           |
| 8       | Marina Aganina / Artem Knyazev          | Ouzbékistan | 101.41 | 9               | 36.08           | 8               | 65.33           |
| Abandon | Jessica Dubé / Bryce Davison            | Canada      |        | 8               | 53.39           |                 |                 |

### Danse sur glace
| Rang | Nom                                    | Nation      | Points | Danse imposée | Danse imposée | Danse originale | Danse originale | Danse libre | Danse libre |
| ---- | -------------------------------------- | ----------- | ------ | ------------- | ------------- | --------------- | --------------- | ----------- | ----------- |
| 1    | Marie-France Dubreuil / Patrice Lauzon | Canada      | 198.59 | 1             | 38.54         | 2               | 59.32           | 1           | 100.73      |
| 2    | Tanith Belbin / Benjamin Agosto        | États-Unis  | 196.98 | 2             | 37.72         | 1               | 60.45           | 2           | 98.81       |
| 3    | Tessa Virtue / Scott Moir              | Canada      | 184.89 | 4             | 33.41         | 3               | 57.49           | 3           | 93.99       |
| 4    | Meryl Davis / Charlie White            | États-Unis  | 179.69 | 3             | 33.68         | 4               | 54.66           | 4           | 91.35       |
| 5    | Kim Navarro / Brent Bommentre          | États-Unis  | 157.82 | 6             | 29.37         | 5               | 48.44           | 5           | 80.01       |
| 6    | Lauren Senft / Leif Gislason           | Canada      | 149.39 | 5             | 29.70         | 6               | 46.34           | 7           | 73.35       |
| 7    | Cathy Reed / Chris Reed                | Japon       | 144.17 | 7             | 27.42         | 9               | 40.88           | 6           | 75.87       |
| 8    | Huang Xintong / Zheng Xun              | Chine       | 137.07 | 8             | 24.61         | 7               | 41.71           | 8           | 70.75       |
| 9    | Yu Xiaoyang / Wang Chen                | Chine       | 131.28 | 10            | 22.47         | 8               | 41.56           | 9           | 67.25       |
| 10   | Olga Akimova / Alexander Shakalov      | Ouzbékistan | 126.71 | 9             | 22.91         | 10              | 37.44           | 10          | 66.36       |
| 11   | Laura Munana / Luke Munana             | Mexique     | 115.46 | 11            | 21.07         | 11              | 36.35           | 11          | 58.04       |
| 12   | Maria Borounov / Evgeni Borounov       | Australie   | 83.52  | 12            | 12.95         | 12              | 24.15           | 12          | 46.42       |